# Гордино (Афанасьєвський район)
Го́рдіно (рос. Гордино) — село у складі Афанасьєвського району Кіровської області, Росія. Адміністративний центр Гордінського сільського поселення.
Населення становить 569 осіб (2010, 588 у 2002).
Національний склад станом на 2002 рік — росіяни 99 %.